# Ma Yuan
Ma Yuan (馬遠T, Mǎ YuǎnP; fl. XII-XIII secolo) è stato un pittore cinese attivo intorno al 1190-1230.
Insieme a Xia Gui è ritenuto il fondatore della scuola Ma-Xia.

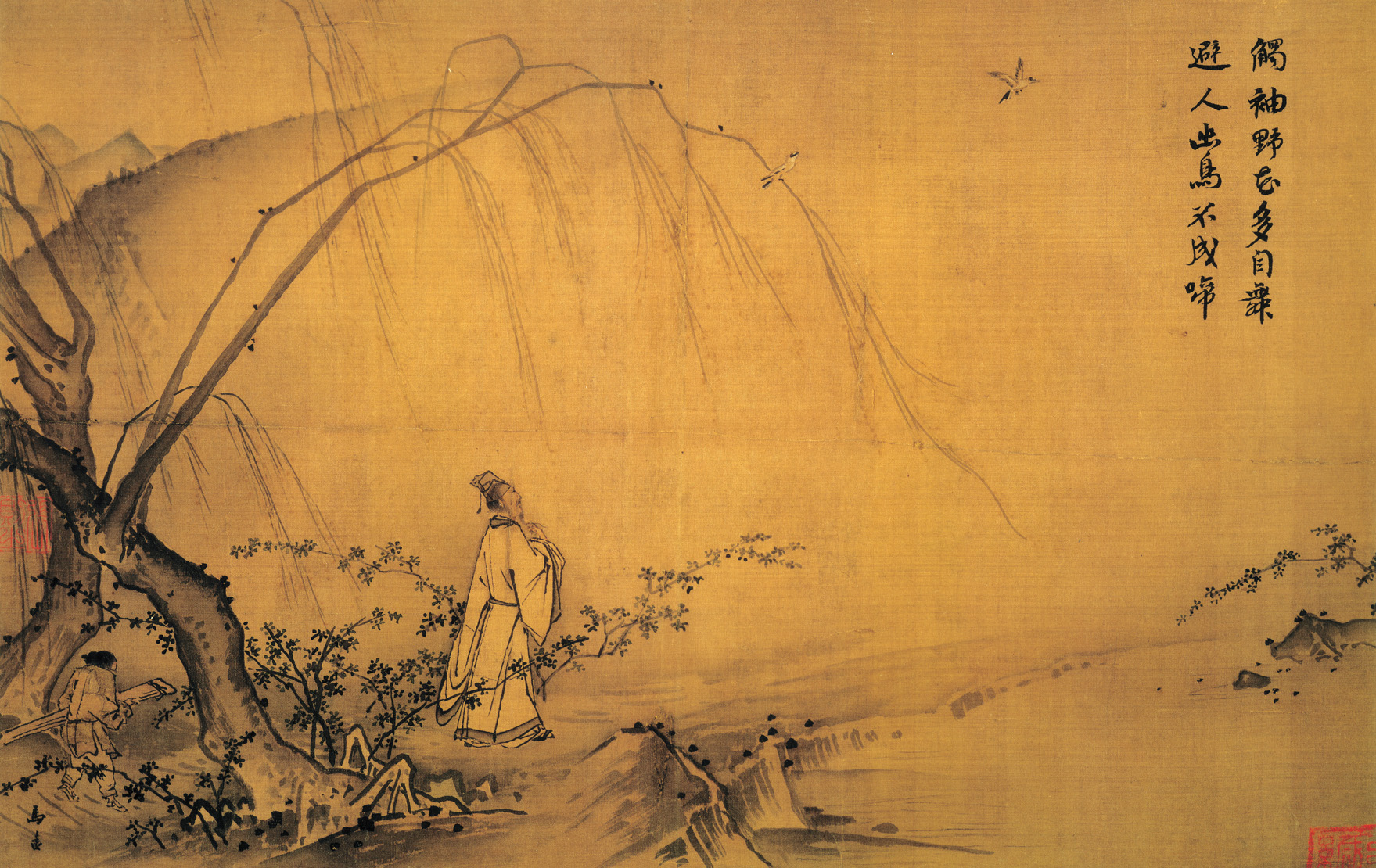
Ma Yuan, Camminando su un sentiero in primavera

## Biografia
Originario dello Shanxi, nacque da un'antica famiglia di pittori professionisti e venne onorato da una «cintura d'oro» dall'Accademia di Pittura dei Song del Sud di Hangzhou. Di Ma Yuan sono i dipinti a inchiostro e colori su seta: Suonando il liuto al chiaro di luna (Gu Gong) e Paesaggio con salici (Boston).